# (33756) 1999 RF48
1999 RF48 (asteroide 33756) é um asteroide da cintura principal. Possui uma excentricidade de 0.02480050 e uma inclinação de 11.55067º.
Este asteroide foi descoberto no dia 7 de setembro de 1999 por LINEAR em Socorro.